# Перес де ла Рива, Хуан
Хуан Пе́рес де ла Ри́ва (исп. Juan Pérez de la Riva; 13 июля 1913, Биарриц, Франция — 4 декабря 1978, Гавана, Куба) — кубинский историк, демограф, географ и социолог. Был профессором гуманитарных наук в Гаванском университете, сотрудником Группы по кубинским исследованиям при университете. Известен своими исследованиями исторической демографии и положения на острове китайских кули, рабов из Африки и Антильских островов.Член Международного союза по проблемам народонаселения.

## Биография
Ещё в 17 лет, порвав с традицией своей богатой буржуазной семьи, присоединился к радикальному молодёжному движению против диктатуры Мачадо, вступил в Коммунистический союз молодёжи, участвовал в деятельности МОПР и работе с рабочими, ремесленниками и уличными торговцами-эмигрантами из Восточной Европы в Старой Гаване. За это в 1932 году он оказался в политической тюрьме Пресидио Модело на острове Пинос с несколькими наиболее известными революционерами того периода. В конечном итоге, воспользовавшись тем, что он родился Франции, власти выслали его с Кубы как нежелательного иностранца.
Получил диплом инженера-электрика и, хотя он не работал по этой специальности, но она предоставила ему необходимую математическую основу для использования количественных методов в его работе по кубинской истории, географии и демографии. Благодаря Раулю Бланшару в Гренобле он изучил методологию географических исследований, Эдмону Эсмонину — классические теории исторических исследований, Марку Блоку — интерпретацию экономических документов прошлого и знакомство с клиометрикой и демографией. В этой последней дисциплине глубоко на него повлияли работы Альфреда Сови.
После Кубинской революции 1959 года стал советником Кубинской коллекции Национальной библиотеки им. Хосе Марти, а вскоре после этого главным редактором журнала этого учреждения («Revista de la Biblioteca Nacional “José Martí”»), профессором географического факультета Гаванского университета и исследователем Института географии Академии наук.
Его исследовательская работа нашла отражение в более чем 115 опубликованных наименованиях: 72 научных статьях (в наиболее активный интеллектуально период с 1960 по 1976 годы он ежегодно публиковал в среднем более четырех статей), 25 книгах и брошюрах, а также нескольких докладах, представленных на международных научных мероприятиях.
Среди основных трудов: «Документы по истории народа без истории» (1965) о положении афрокубинского населения в колониальный период, «Демография китайских кули (1853—1874)» (1967), а также разделы по проблемам демографии в книге «Неоколониальная республика. Ежегодник кубинских исследований» (тт. 1—2, 1975—1979).

## Избранные публикации
- Los culíes chinos en Cuba (1967, 2000)
- Conquista del espacio cubano (2005)
- El barracón y otros ensayos (1973)
- Para la historia de la gente sin historia (1976)